# Jennifer Clark-Rouire
Jennifer Clark-Rouire (Winnipeg, 18 de mayo de 1975) es una deportista canadiense que compitió en curling.
Ganó tres medallas en el Campeonato Mundial de Curling entre los años 2008 y 2015.

## Palmarés internacional
| Campeonato Mundial | Campeonato Mundial     | Campeonato Mundial | Campeonato Mundial |
| Año                | Lugar                  | Medalla            | Prueba             |
| ------------------ | ---------------------- | ------------------ | ------------------ |
| 2008               | Vernon (Canadá)        | Medalla de oro     | Equipo             |
| 2010               | Swift Current (Canadá) | Medalla de bronce  | Equipo             |
| 2015               | Sapporo (Japón)        | Medalla de plata   | Equipo             |